# Mini Museum Mussenzele
Het Mini Museum Mussenzele (informeel ook wel 3m of Tripel M-museum genoemd) is een Belgisch museum in het Oost-Vlaamse dorp Haaltert aan de rand van Scheldeland. Het museum herbergt een tentoonstelling van taferelen uit halverwege de twintigste eeuw rond de thema's Werken en leven op straat, Ontspanning, De school, Het gezin, en Religie.

## Geschiedenis
Hendrik (Rik) De Schepper (1949) is ondervoorzitter van de Heemkundige Kring van Haaltert en voormalig voorzitter van de Cultuurraad van Haaltert, wanneer hij zich in 1998 met zijn gezin in een gerenoveerde boerderijwoning met stallingen en hooizolder aan de straat 'Mussenzele' in de gelijknamige wijk van Haaltert vestigde. In 2000 werd hij ook bestuurslid van Davidsfonds-Haaltert. Toen de kinderen eenmaal het huis hadden verlaten vormden Rik en zijn vrouw de vrijgekomen kamers om tot Bed and Breakfast (B&B Mussenzele). Er was nog ruimte over en het idee van een museum kreeg vorm toen de toenmalige Haaltertse schepen van cultuur gewag maakte van het Mini Museum Mussenzele, kortweg 3M.
Het museum werd op 29 april 2011 in De Scheppers boerderij geopend. De naam 3M moest echter opgegeven worden: onder dreiging van een rechtszaak claimde het 3M-bedrijf in de Verenigde Staten het alleenrecht van hun beschermde naam. Sindsdien wordt het museum formeel uitsluitend Mini Museum Mussenzele genoemd. 
In 2012 werd het museum aangevuld met een collectie van medische instrumenten uit het tijdperk van 'Meneer Doktoor'. De gereedschappen varieerden van tandheelkundige apparatuur tot een toestel op basis van zogenaamde IXO Ultra Violetstralen waarmee kwalen genezen werden en pijn verzacht. In 2015 verwierf het museum een aluminium RTT-telefooncel uit de jaren 1950. Het was het type cel dat gebruikt werd tijdens de Wereldtentoonstelling van 1958. De telefooncel kreeg zijn eigen plek op het terrein van het museum.

## Aanbod

### Tentoonstelling
De tentoonstelling van het museum bestaat uit taferelen uit begin tot halverwege de 20e eeuw (jaren 40 tot 60) en is opgebouwd rond vijf thema's:
- Werken en leven op straat: Van enkele tientallen ambachten worden gereedschappen getoond, zoals die van de klompenmaker, radmaker, kuiper, smid, meubelmaker, loodgieter, kapper, wever, schoenmaker, beenhouwer, landbouwer, veldwachter, metser, voeger, mandenvlechter, uurwerkmaker en de dokter.
- Ontspanning: Speelgoed wordt getoond dat halverwege de twintigste eeuw vervaardigd werd uit papier, karton, metaal en glas. Hiervan is onder andere te bezichtigen; speelkaarten, knikkers, springkoord, top, rol- en ijsschaatsen, paardjesspel, krul- en gerrebollen. Recreatieve activiteiten worden er getoond zoals vinkenzetting, duivensport, fotograferen, strips en Vlaamse Filmpjes.
- De school: Een klaslokaaltje is ingericht met houten schoolbanken en inktpotten, lei en griffel, linnen wandkaarten en een schooljuf aan de pupiter.
- Het gezin: Een indruk wordt geschapen van de sfeer rond de Leuvense stoof, de klok op de schouw en foto’s van weleer, de twijfelaar met pispot, de wasset met kruik en kom, het kammenbakje en juwelenbakje in aardewerk. Er is voorts een keukentafel gevuld met oude spullen en een vitrinekast met sunlightzeep, amidon en chicorei.
- Religie: Een indruk wordt geschapen van de mis, de vespers en het lof, alsook van het meelopen in de processie met flambeeuw; diverse mariabeelden worden getoond, waaronder een lichtgevende[14]. Erfgoedcel Denderland heeft een inventarisatie van de religieuze items in het museum opgenomen in haar digitale collectie.[15]

### Activiteiten
In het museum worden rondleidingen gegeven. Voorts worden demonstraties van verschillende ambachten verzorgd. Dit gebeurt met name op de jaarlijkse Erfgoeddag en de Dag van de Ambachten.